# Batet
Batet  es una entidad de población española del municipio de Olot, perteneciente a la provincia de Gerona, en la comunidad autónoma de Cataluña.

## Toponimia
El nombre del lugar puede aparecer referido con las formas Batet y Batet de la Serra.

## Historia
Hacia mediados del siglo XIX, el lugar, por entonces con ayuntamiento propio y formado por 36 casas diseminadas, tenía contabilizada una población de 154 habitantes. Aparece descrito en el cuarto volumen del Diccionario geográfico-estadístico-histórico de España y sus posesiones de Ultramar de Pascual Madoz de la siguiente manera:

BATET: ald. con ayunt. de la prov. y dióc. de Gerona (6 leg.), part. jud. de Olot (1/2), aud. terr. y c. g. de Barcelona (16), sit. en terreno montuoso; le combaten todos los vientos y su clima templado produce algunas afecciones de pecho: tiene 36 casas esparcidas por su térm., una igl. par. (Sta. Maria) servida por un cura cuya plaza es de entrada, y una ermita (la Sma. Trinidad), colocada á la parte E., de las casas: Confina el térm. N. Bagudá; E. Sta. Pau; S. La Cot, y O. Olot; se estiende 1/2 leg. por N., S. y O., y una por E.: el terreno es de regular calidad, y hay un monte bastante poblado: tiene un camino que dirige á Olot: el correo se recibe de la cab. del part. por balijero, los martes, jueves y domingos; sale los mismos dias; prod.: cereales, y cria ganaco vacuno que se destina á la labranza; pobl.: 39 vec., 154 alm.; cap. prod.: 3.519,600 rs.; imp.: 87,990.
(Madoz, 1846, p. 75)

El municipio de Batet desapareció en 1971, al ser incorporado al de Olot. En 2022, la entidad singular de población de Batet tenía empadronados 262 habitantes.

## Demografía
| Gráfica de evolución demográfica de Batet entre 1842 y 1970 |
| |
| Población de derecho según los censos de población del INE Población de hecho según los censos de población del INEEntre el censo de 1981 y el anterior, este municipio desaparece porque se integra en el municipio Olot |

## Patrimonio
En el lugar hay una iglesia bajo la advocación de Santa María.